# سد نانگبیتو
سد نانگبیتو (به لاتین: Nangbeto Dam) یک سد خاکی در توگو است که در ناحیه پلاتیوکس (توگو) واقع شده‌است.